# Albin Strandqvist
Albin Strandqvist, född den 20 augusti 1995 i Ljungby, är en svensk handbollsspelare. Han är vänsterhänt och spelar som högersexa. 

## Karriär
Hans moderklubb är Ljungby HK, därefter har han i ungdomsåldern även spelat för Växjö HF, Halmstad HP och Halmstad Handboll och HK Drott i lägre serier. Strandqvist började sedan 2014 spela för OV Helsingborg. I december 2015 ådrog han sig sin första korsbandsskada. Knappt ett år senare, med drygt en månad till comeback på planen var olycka framme igen. Korsbandet gick återigen av och ännu en lång rehabilitering väntade. Säsongen 2016/2017 stod OV Helsingborg som segrare i allsvenskan, så säsongen 2017/2018 väntar spel i Handbollsligan. Enligt OV:s statistiksida har han spelat 45 A-lagsmatcher  i OV med 24 gjorda mål. Efter säsongen 2018/2019 tillhörde han inte truppen i OV.